# Interair South Africa
Interair South Africa — южноафриканская авиакомпания со штаб-квартирой в Йоханнесбурге (ЮАР), выполняющая регулярные пассажирские перевозки по внутренним и международным направлениям.
Портом приписки авиакомпании и её главным транзитным узлом (хабом) является Международный аэропорт имени О. Р. Тамбо в Йоханнесбурге.

## История
Авиакомпания Interair South Africa была образована в 1993 году и начала операционную деятельность в начале следующего года с выполнения регулярных рейсов по аэропортам ЮАР. В середине 1994 года в силу ряда причин деятельность перевозчика была заморожена и возобновлена только в апреле 1995 года.
Компания находится в собственности В. Хэриша (который является председателем совета директоров и генеральным директором), Дж. Атталы, М. Атталы, П. Атталы и В. Натана (исполнительный директор авиакомпании). В штате перевозчика по данным на март 2007 года работало 190 человек.

## Маршрутная сеть
В январе 2005 года маршрутная сеть авиакомпании Interair South Africa помимо внутренних пунктов назначения включала в себя регулярные рейсы по следующим международным маршрутам:
- Ндола, Замбия;
- Сен-Дени, Реюньон;
- Антананариву, Мадагаскар;
- Либревиль, Габон;
- Браззавиль, Демократическая Республика Конго;
- Котону, Бенин;
- Уагадугу, Буркина-Фасо;
- Бамако, Мали;
- Нджамена, Чад.

## Флот
По состоянию на 1 мая 2009 года воздушный флот авиакомпании Interair South Africa составляли следующие самолёты:
- 3 Boeing 737-200 (один лайнер находится в аренде в авиакомпании Safair)
- 1 Fokker F28 Mk4000

## Ссылка
- Официальный сайт авиакомпании Interair South Africa